# J500 Osaka
Der Osaka Mayor's Cup ist ein 1993 erstmals durchgeführtes World-Junior-Tennisturnier, das jährlich im Oktober auf Hartplatz in der japanischen Stadt Osaka von der International Tennis Federation ausgetragen wird. Das Turnier ist gemeinsam mit der Trofeo Bonfiglio, dem Banana Bowl, dem Yucatán Cup und dem Orange Bowl Teil der international bedeutsamen Serie der Grade A-Turniere und gehört damit zusammen mit den Nachwuchswettbewerben der vier Grand-Slam-Turniere zu den weltweit wichtigsten Tennisturnieren für Junioren und Juniorinnen.

## Geschichte
Von 1993 bis 1995 fand das Turnier als Coca-Cola Super Junior Championships of Japan in der Präfektur Kanagawa statt. 1996 wurde der Wettbewerb unter dem Titel World Super Junior Tennis Championships nach Osaka verlegt und 2001 dann zum ersten Mal als Osaka Mayor's Cup ausgetragen.

## Siegerliste
Unter den ehemaligen Siegerinnen und Siegern befinden sich zahlreiche Grand-Slam-Finalisten und Grand-Slam-Champions wie Andy Roddick, Marin Čilić oder Marcos Baghdatis, Amélie Mauresmo, Caroline Wozniacki und Wiktoryja Asaranka sowie die erfolgreichen Doppelspielerinnen Katarina Srebotnik, Hsieh Su-wei, Tímea Babos und Kristina Mladenovic.

### Einzel
| Jahr                                              | Herren                           | Damen                            |                                  |
| ------------------------------------------------- | -------------------------------- | -------------------------------- | -------------------------------- |
| ↓ Coca-Cola Super Junior Championships of Japan ↓ |                                  |                                  |                                  |
| 1993                                              | Marcelo Ríos                     | Hiroko Mochizuki                 |                                  |
| 1994                                              | Takao Suzuki                     | Jeon Mi-ra                       |                                  |
| 1995                                              | Martin Lee                       | Haruka Inoue                     |                                  |
| ↓ World Super Junior Tennis Championships ↓       |                                  |                                  |                                  |
| 1996                                              | Sébastien Grosjean               | Amélie Mauresmo                  |                                  |
| 1997                                              | Arnaud Di Pasquale               | Katarina Srebotnik               |                                  |
| 1998                                              | Kristian Pless                   | Jelena Dokić                     |                                  |
| 1999                                              | Kristian Pless                   | Dája Bedáňová                    |                                  |
| 2000                                              | Joachim Johansson                | Renata Voráčová                  |                                  |
| ↓ Osaka Mayor's Cup ↓                             |                                  |                                  |                                  |
| 2001                                              | Marcos Baghdatis                 | Eva Birnerová                    |                                  |
| 2002                                              | György Balázs                    | Ryoko Fuda                       |                                  |
| 2003                                              | Marcos Baghdatis                 | Veronika Chvojková               |                                  |
| 2004                                              | Jun Woong-sun                    | Caroline Wozniacki               |                                  |
| 2005                                              | Marin Čilić                      | Wiktoryja Asaranka               |                                  |
| 2006                                              | Yūichi Sugita                    | Caroline Wozniacki               |                                  |
| 2007                                              | Ryan Harrison                    | Kurumi Nara                      |                                  |
| 2008                                              | Yuki Bhambri                     | Ana Bogdan                       |                                  |
| 2009                                              | Jason Kubler                     | Kristina Mladenovic              |                                  |
| 2010                                              | Yasutaka Uchiyama                | Zheng Saisai                     |                                  |
| 2011                                              | Jiří Veselý                      | Zuzanna Maciejewska              |                                  |
| 2012                                              | Nick Kyrgios                     | Kateřina Siniaková               |                                  |
| 2013                                              | Michael Mmoh                     | Ivana Jorović                    |                                  |
| 2014                                              | Taylor Fritz                     | Xu Shilin                        |                                  |
| 2015                                              | Casper Ruud                      | Mai Hontama                      |                                  |
| 2016                                              | Yōsuke Watanuki                  | Anastassija Potapowa             |                                  |
| 2017                                              | Yūta Shimizu                     | Wang Xinyu                       |                                  |
| 2018                                              | Keisuke Saitoh                   | Clara Tauson                     |                                  |
| 2019                                              | Harold Mayot                     | Diane Parry                      |                                  |
| 2020                                              | Wegen COVID-19-Pandemie abgesagt | Wegen COVID-19-Pandemie abgesagt | Wegen COVID-19-Pandemie abgesagt |

### Doppel
| Jahr                                              | Herren                                 | Damen                                  |                                  |
| ------------------------------------------------- | -------------------------------------- | -------------------------------------- | -------------------------------- |
| ↓ Coca-Cola Super Junior Championships of Japan ↓ |                                        |                                        |                                  |
| 1993                                              | Satoshi Iwabuchi Takao Suzuki          | Jeon Mi-ra Paek Joo-ryun               |                                  |
| 1994                                              | Takao Suzuki Yaoki Ishii               | Martina Nedelková Tatiana Zelenayová   |                                  |
| 1995                                              | Jaymon Crabb Dejan Petrović            | Aleksandra Olsza Ludmila Varmužová     |                                  |
| ↓ World Super Junior Tennis Championships ↓       |                                        |                                        |                                  |
| 1996                                              | Sébastien Grosjean Björn Rehnquist     | Andrea Šebová Gabriela Voleková        |                                  |
| 1997                                              | Peter Handoyo Marwan Zewar             | Leanne Baker Rewa Hudson               |                                  |
| 1998                                              | Julien Jeanpierre David Nalbandian     | Eva Dyrberg Iroda Toʻlaganova          |                                  |
| 1999                                              | Philip Gubenco Andy Roddick            | Anikó Kapros Virginie Razzano          |                                  |
| 2000                                              | Darko Mađarovski Janko Tipsarević      | Petra Cetkovská Renata Voráčová        |                                  |
| ↓ Osaka Mayor's Cup ↓                             |                                        |                                        |                                  |
| 2001                                              | Chen Ti Wang Yeu-tzuoo                 | Chan Chin-wei Hsieh Su-wei             |                                  |
| 2002                                              | Brendan Evans Chris Kwon               | Kristína Czafiková Emma Laine          |                                  |
| 2003                                              | Arun Prakash Rajagopalan Divij Sharan  | Andrea Hlaváčková Emma Laine           |                                  |
| 2004                                              | Jun Woong-sun Kim Sun-yong             | Megumi Fukui Kaoru Maezawa             |                                  |
| 2005                                              | Jérémy Chardy Marin Čilić              | Ayumi Morita Erika Sema                |                                  |
| 2006                                              | Sho Aida Fumiaki Kita                  | Ayumi Morita Caroline Wozniacki        |                                  |
| 2007                                              | Hsieh Cheng-peng Yang Tsung-hua        | Chinami Ogi Konomi Takahata            |                                  |
| 2008                                              | Marin Draganja Vedran Ljubičić         | Tímea Babos Kristina Mladenovic        |                                  |
| 2009                                              | Pierre-Hugues Herbert Hsieh Cheng-peng | Tímea Babos Kristina Mladenovic        |                                  |
| 2010                                              | Mate Pavić Yasutaka Uchiyama           | Eri Hozumi Miyu Katō                   |                                  |
| 2011                                              | Kaichi Uchida Jiří Veselý              | Mami Adachi Eri Hozumi                 |                                  |
| 2012                                              | Borna Ćorić Alexander Sendegeya        | Mami Adachi Hikari Yamamoto            |                                  |
| 2013                                              | Lee Duck-hee Simon Friis Søndergaard   | Xu Shilin You Xiaodi                   |                                  |
| 2014                                              | Corentin Denolly Johan Nikles          | Sara Tomic Xu Shilin                   |                                  |
| 2015                                              | Lo Chien-hsun Yōsuke Watanuki          | Haruna Arakawa Ayumi Miyamoto          |                                  |
| 2016                                              | Miomir Kecmanović Ergi Kırkın          | Lee Yang Wang Xiyu                     |                                  |
| 2017                                              | Admir Kalender Valentin Royer          | Park So-hyun Himari Satō               |                                  |
| 2018                                              | Tomoya Ikeda Shunsuke Mitsui           | Mana Kawamura Funa Kozaki              |                                  |
| 2019                                              | Jérôme Kym Dominic Stricker            | Marija Bondarenko Mai Napatt Nirundorn |                                  |
| 2020                                              | Wegen COVID-19-Pandemie abgesagt       | Wegen COVID-19-Pandemie abgesagt       | Wegen COVID-19-Pandemie abgesagt |